# Буасария, Кальтум
Кальтум Буасария (араб. كلثوم بوعسرية‎; род. 23 августа 1982, Assa-Zag Province, Гельмим — Уэд-Нун) — марокканская легкоатлетка, бегунья на средние дистанции, участница летних Олимпийских игр 2012 года в беге на 3000 метров с препятствиями, призёр чемпионата мира среди военных, многократная чемпионка Марокко.

## Биография
Свою первую значимую медаль Буасария завоевала в июне 2009 года, став бронзовым призёром чемпионата мира по лёгкой атлетике среди военных на дистанции 5000 метров. Спустя две недели Кальтум стала чемпионкой Марокко в беге на 10 000 метров. В 2010 году ей удалось защитить чемпионский титул, прибавив к нему звание национальной чемпионки на 5000 метров. В 2011 году Буасария выиграла свой четвёртый национальный титул, но в этот раз она победила на 1500 метров. На международной арене марокканская бегунья дважды останавливалась в шаге от пьедестала. В июле она стала четвёртой в беге на 5000 метров на Всемирных военных играх в Рио-де-Жанейро, а в декабре заняла четвёртое место на Панарабских играх.
В 2012 году Буасария была включена в состав сборной Марокко для участия в летних Олимпийских играх в Лондоне. Кальтум выступала на дистанции 3000 метров с препятствиями. В предварительном забеге Буасария не смогла составить конкуренцию соперницам и заняла 10-е место, выбыв из борьбы за медали. На Средиземноморских играх 2013 года для марокканской спортсменки продолжилась серия четвёртых мест. В борьбе за бронзовую медаль в беге на 3000 метров с препятствиями Буасария 3 секунды проиграла турчанке Гюльджан Мынгыр.
На чемпионате мира в Москве Буасария была дисквалифицирована в предварительном раунде за нарушение внутренней границы. В 2015 году спортсменка впервые выступила на марафонской дистанции в Бейруте, имеющего серебряный статус IAAF. На своих дебютных соревнованиях Буасария с результатом 2:36:05 стала победительницей. Буасария принимала также участие в чемпионате мира по бегу по пересечённой местности, но не смогла завершить дистанцию. В июне 2016 года Кальтум в очередной раз стала чемпионкой Марокко, победив на дистанции 10 000 метров, но поскольку никому из марокканских спортсменок не удалось за время квалификационного периода выполнить олимпийский норматив, то Буасария не выступила на Играх в Рио-де-Жанейро. Летом 2018 года Буасария выиграла национальный чемпионат на дистанции 10 000 метров и стала семикратной чемпионкой Марокко.